# Otokar
 (janvier 2019).
Si vous disposez d'ouvrages ou d'articles de référence ou si vous connaissez des sites web de qualité traitant du thème abordé ici, merci de compléter l'article en donnant les références utiles à sa vérifiabilité et en les liant à la section « Notes et références ».
Otokar Otomotiv ve Savunma Sanayi A.Ş., aussi connu simplement comme Otokar, est une entreprise turque spécialisée dans les véhicules militaires et les autobus. Son siège est à Adapazarı et elle est une filiale de Koç Holding. Otokar est coté sur le marché boursier d'Istanbul.
En septembre 2011[réf. nécessaire], Otokar établit Otokar Europe, son siège européen, à Roissy-en-France.

## Histoire
- 1963 : Création d’OTOKAR
- 1964 : Premier constructeur de bus en Turquie, sous licence Magirus Deutz.
- 1967 : Otokar commence la fabrication de midi-bus de 27 places pour l’Europe
- 1974 : Otokar produit des mini-bus pour le transport public. La société est acquise par le groupe Koç.
- années 1980 : Tout comme celle des bus pour le transport public, la production de véhicules 4 × 4 sous licence Land Rover débute.
- années 1990 : Un nouveau centre de R&D et une nouvelle usine ouvre à Sakarya.
- années 2000 : Otokar commence la production de bus de 7-mètres avec le Navigo. Acquisition d‘İstanbul Fruehauf A.Ş. – Production de remorques
- 2007 : Lancement des bus Otokar Vectio, tels que le U LE[1]
- 2008 : Lancement des bus Otokar Navigo tels que le U[2]
- 2009 : Lancement du Minibus Centro. Extension des installations de production  à 552 000 m2. Grand prix décerné au Vectio T lors de la semaine européenne du car au Salon Busworld à Courtrai
- 2010 : Le bus solo Kent C 12 m et l’autocar interurbain Territo U sont lancés[3].
- 2011 : Otokar Europe SAS est établi à Roissy-en-France, 95, sa vocation est de rapprocher la marque de sa clientèle européenne.
- 2012 : Le Doruk (Vectio) Electra, le premier bus électrique de Turquie est lancé.
- 2013 : Otokar lance la fabrication et la commercialisation de camions Atlas.

## Les produits de la marque
1. Bus et autocars :Otokar produit des modèles de 7 à 18 mètres pour les activités de transport urbain/périurbain, interurbain/scolaire ou touristique.
2. Remorques: Sous licence Fruehauf, Otokar construit une grande variété de remorques et semi-remorques : bâchées, réfrigérées, pour le transport de matières en vrac, pour le transport d'automobiles et pour le transport de matières dangereuses...
3. Véhicules de défense : Véhicules blindés de transport de troupe avec des versions 4 × 4 (comme l'Otokar Cobra), des 6 × 6 et des 8 × 8
4. Véhicules utilitaires : Sous licence Land Rover, Otokar produit plus de 40 versions des Defender 90, 110 et 130.

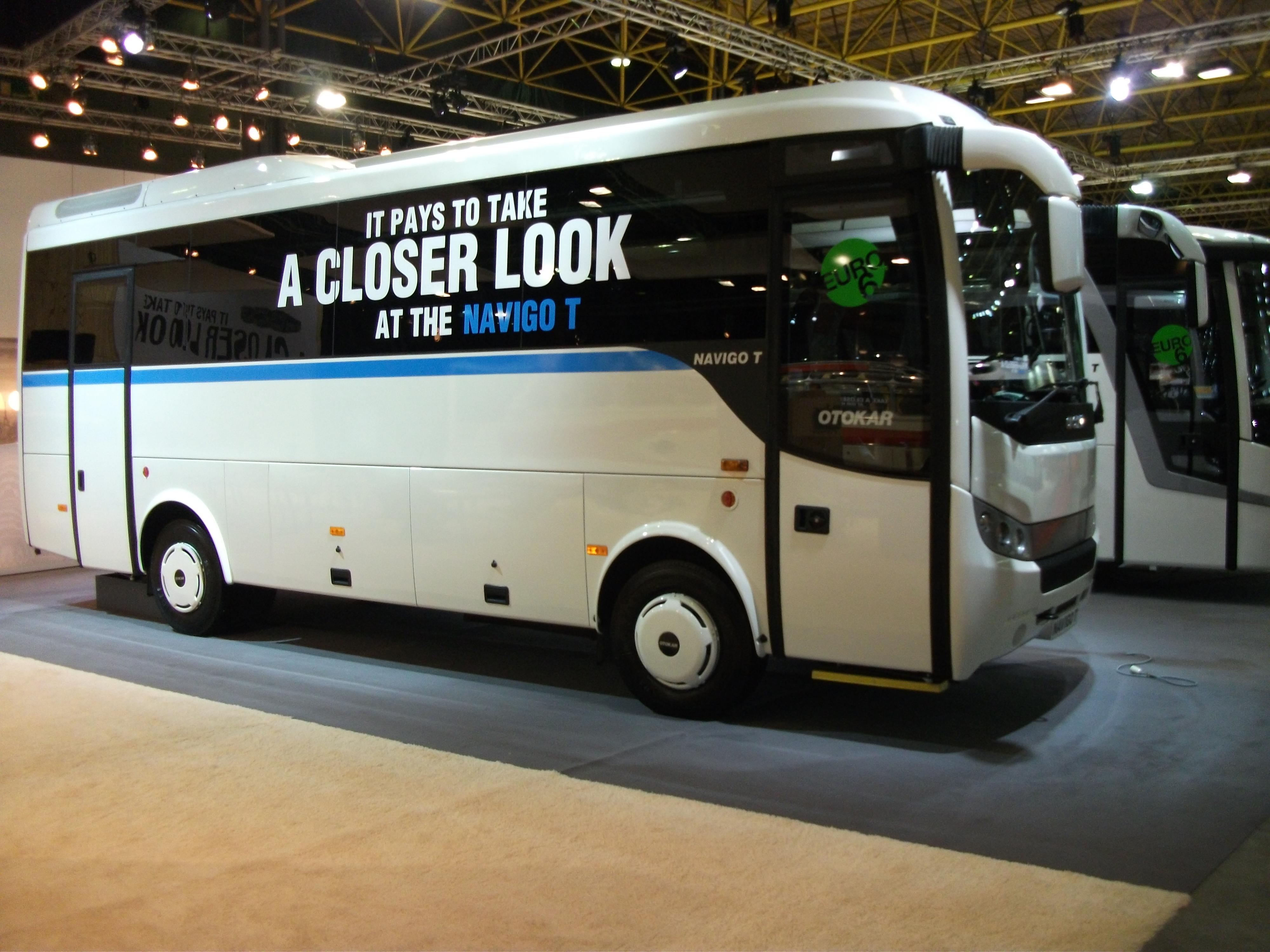
Navigo T, version euro 6 présentée à Busworld Courtrai en 2013.
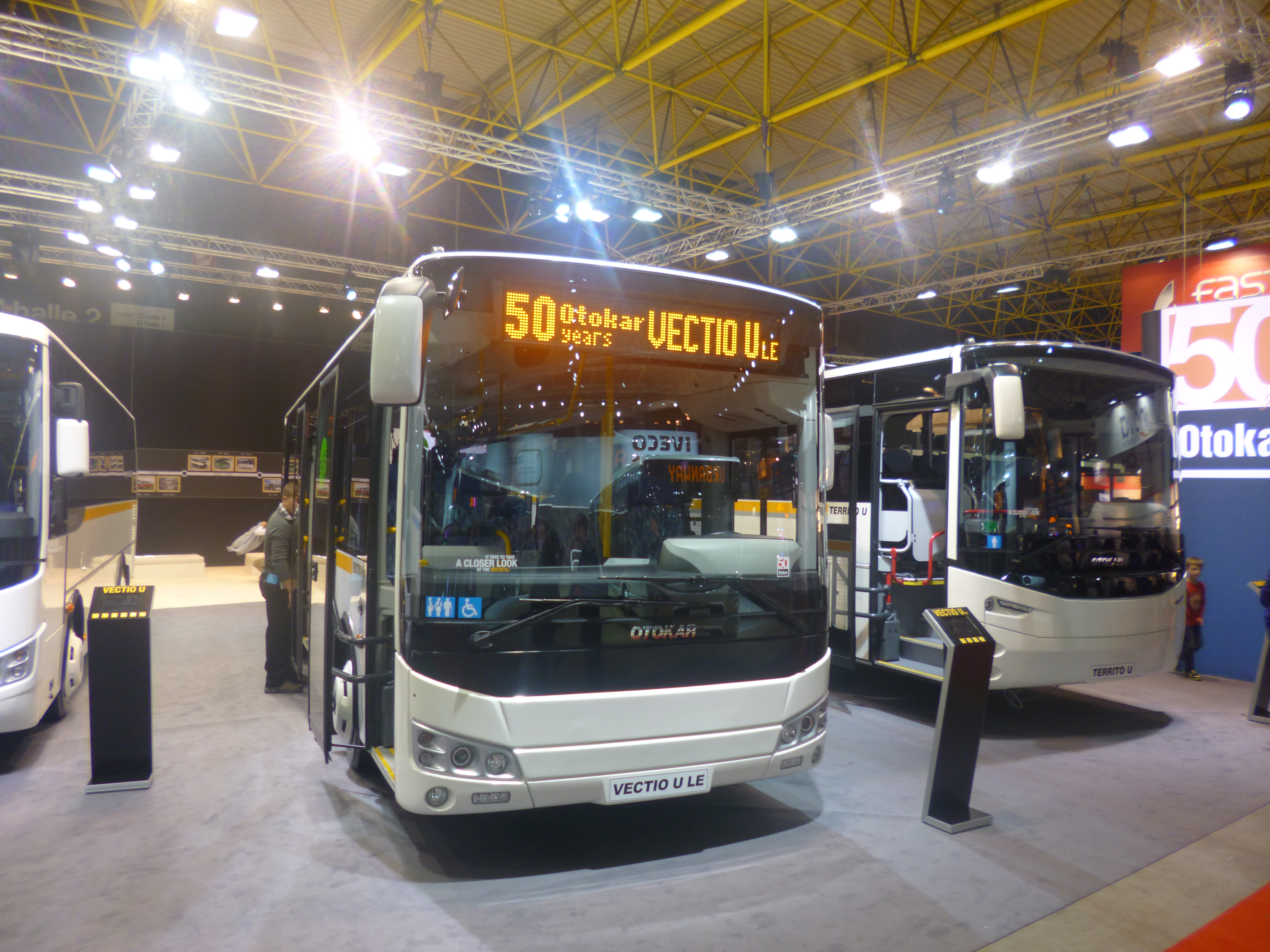
Autocar interurbain Low Entry, Vectio U LE (version Euro 6) exposé à Courtrai (Belgique) en 2013.
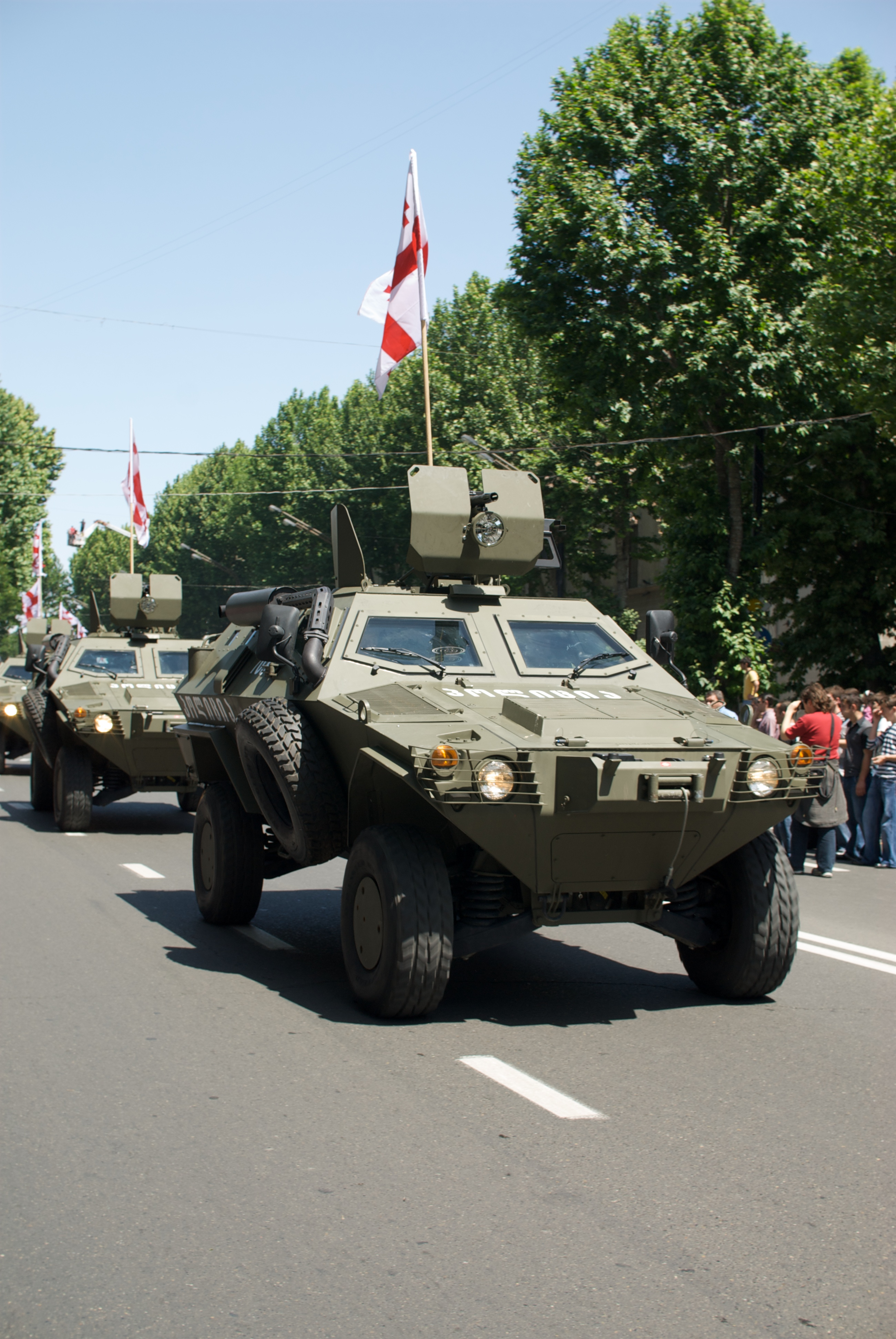
Cobra.
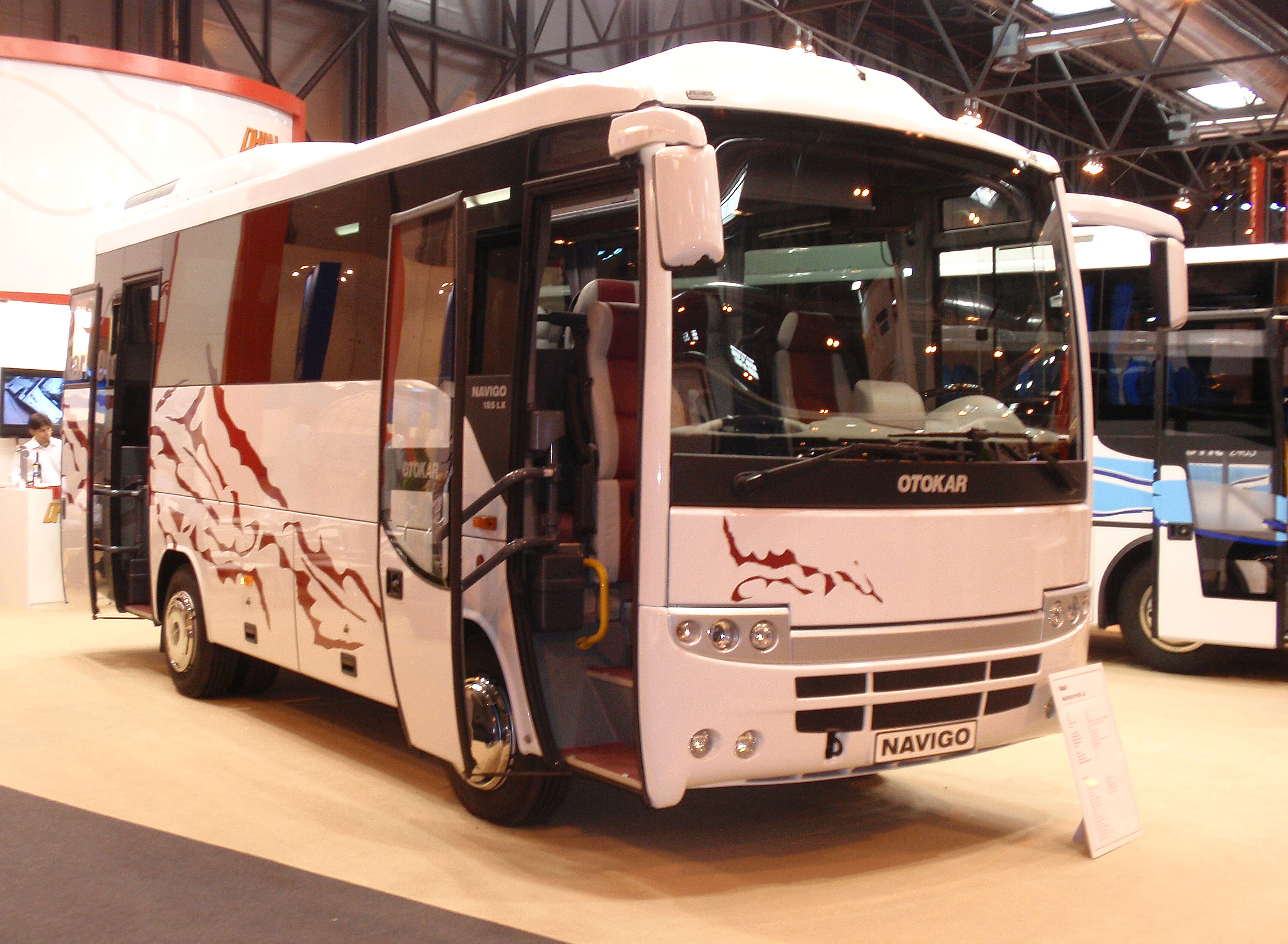
Navigo, génération 2008.
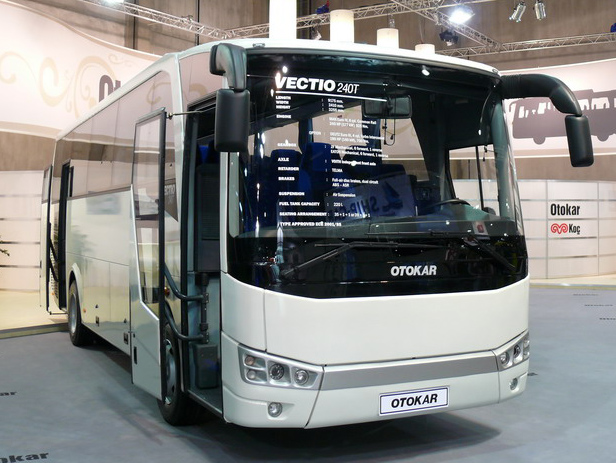
Vectio.
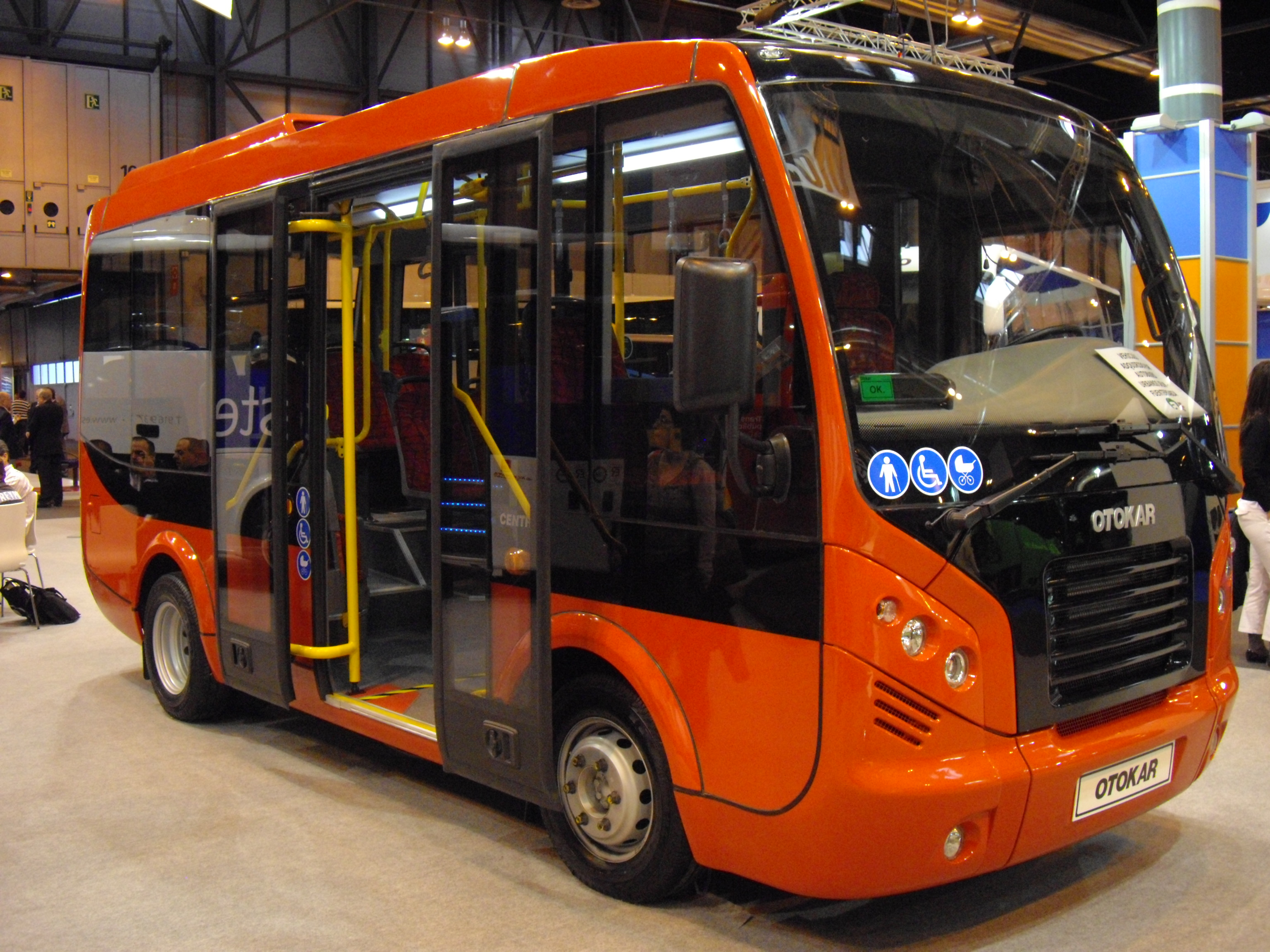
Centro C de 5,80 m.
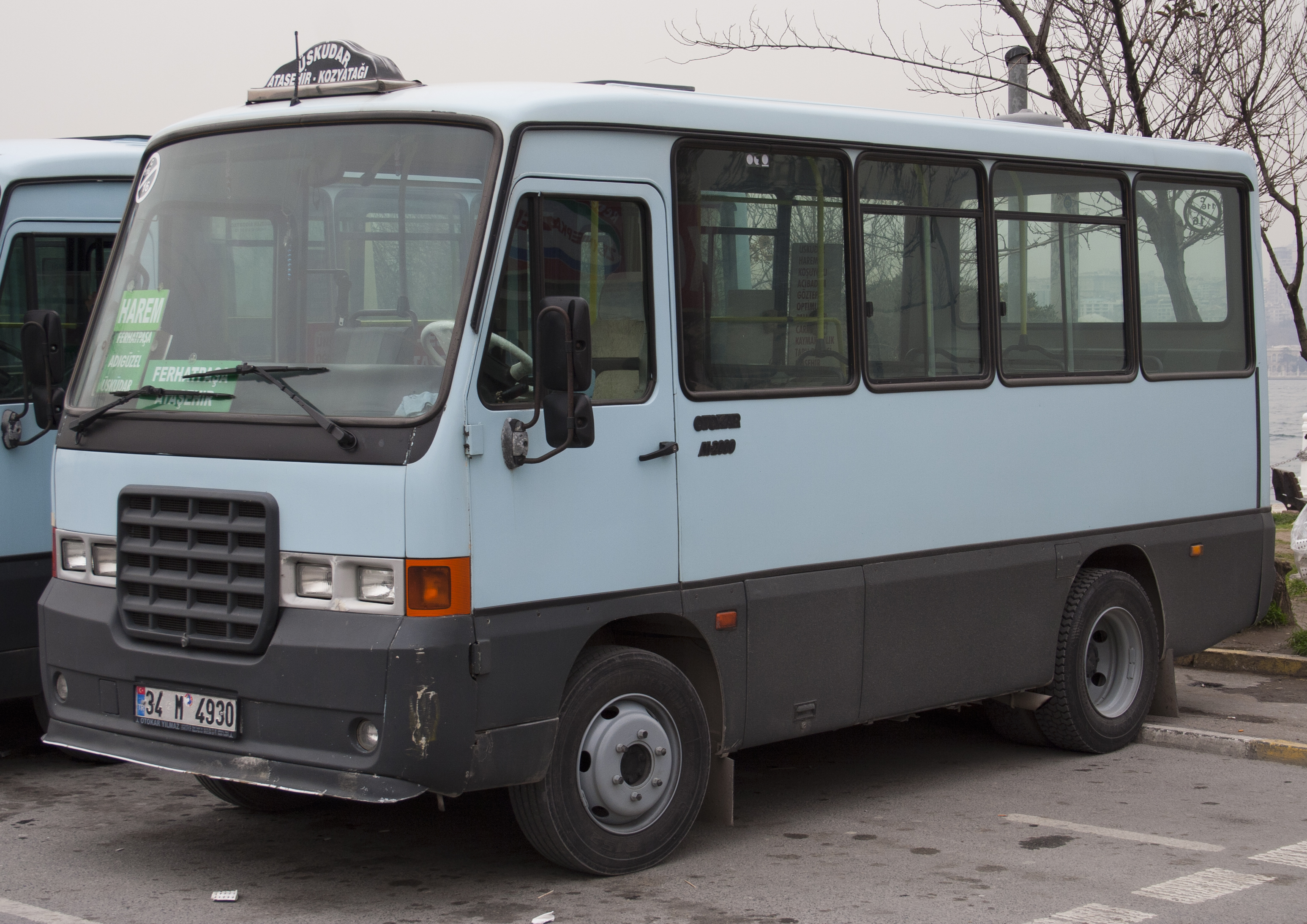
Dolmus.
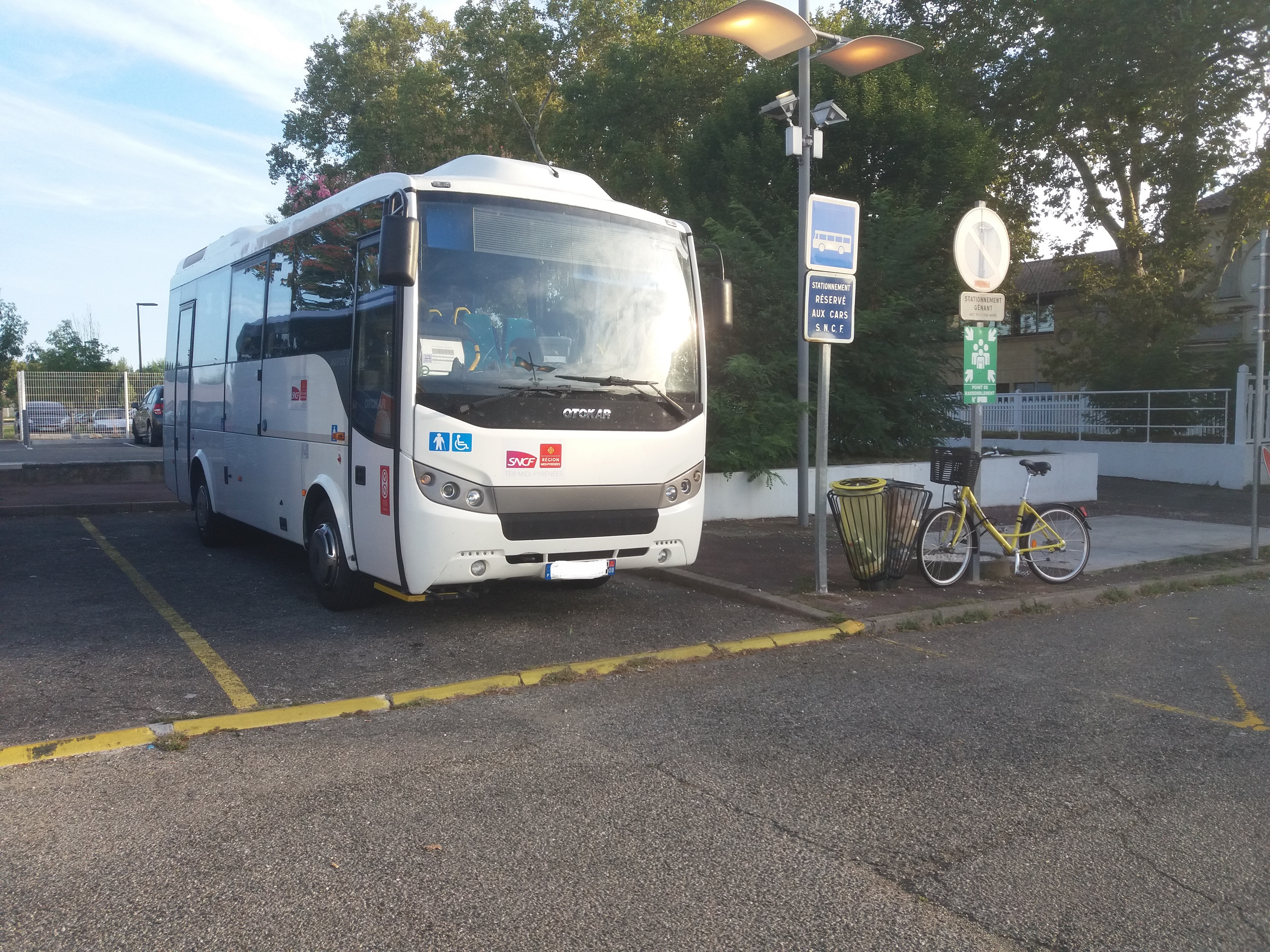
Otokar Navigo appartenant à Keolis Garonne.